# 马鲁莎·什坦加尔
马鲁莎·什坦加尔（1998年1月31日—）来自卢布尔雅那，是一名斯洛文尼亚女子柔道运动员。她的姐姐Anja同样也是柔道运动员，马鲁莎在练习柔道前曾接触游泳、攀岩、体操等运动，后来她跟随姐姐的步伐开始练习柔道。马鲁莎曾在卢布尔雅那大学修读营养学的硕士学位，她也是斯洛文尼亚军队的成员。